# Dumitru A. Isăcescu
Dumitru A. Isăcescu (n. 8 ianuarie 1904, Galați – d. 10 octombrie 1977, București) a fost un chimist român, profesor universitar doctor in chimie, membru corespondent (1955) al Academiei Române.

## Biografie
A fost conferențiar la Facultatea de Medicină din București.
A fost membru corespondent al Academiei de Științe din România începând cu 20 decembrie 1936.

## Distincții
- Medalia Muncii (14 septembrie 1953)[2]
- Ordinul Muncii clasa a II-a (21 august 1954) „pentru merite deosebite pe tărîmul construcției de stat, economice, sociale și culturale, cu ocazia celei de a zecea aniversări a eliberării patriei noastre”[3]